# Koppánné Kertész Margit
Koppánné Kertész Margit (Mezőfalva, 1953. július 23./1953. július 28.) magyar jogász, politikus, országgyűlési képviselő.

## Életpályája

### Iskolái
Általános iskoláit szülővárosában végezte. 1971-ben érettségizett a Béri Balogh Ádám Gimnáziumban. 1987–1992 között a Janus Pannonius Tudományegyetem Jogtudományi Karának hallgatója volt.

### Pályafutása
1972-ben a Tamási Állami Gazdaságban adminisztrátor volt. 1972–1974 között a Tamási Gabonaforgalmi és Malomipari Vállalatnál könyvelőként dolgozott. 1974–1998 között a Tamási Körzeti Földhivatal földügyi előadó és hivatalvezetője volt.

### Politikai pályafutása
1990–1994 között önkormányzati képviselő (KDNP) volt. 1998–2001 között az FKGP tagja volt. 1998–2001 között a Kulturális és sajtóbizottság és A Mezőgazdasági bizottság hatáskörébe tartozó törvények végrehajtását, társadalmi és gazdasági hatását figyelemmel kísérő albizottság (Ellenőrző albizottság) tagja volt. 1998–2002 között országgyűlési képviselő (Tolna megye; 1998–2001: FKGP; 2001–2002: Független) volt. 1998–2002 között a Mezőgazdasági bizottság tagja volt. 2001-ben az FKGP Tolna megyei elnöke volt, de kizárták. 2001-ben az Országgyűlés jegyzője volt. 2001-től a Független Kisgazdák Demokratikus Szövetségének alelnöke. 2001–2002 között az Alkotmány- és Igazságügyi bizottság tagja volt. 2002-ben a MIÉP képviselőjelöltje volt. 2006-ban a Kereszténydemokrata Párt képviselőjelöltjeként indult.

## Családja
Szülei: Kertész Ferenc és Rajcsányi Margit. 1972. május 13-án házasságot kötött Koppán Endre Ferenccel. Három gyermekük született: Endre Zalán (1976), Barnabás (1981) és Barbara (1989).